# Eagle-Lion Films
Eagle-Lion Films var ett amerikanskt distributionsföretag och filmstudio, skapad efter en överenskommelse mellan den amerikanska järnvägsmagnaten Robert R. Young och den brittiska industrialisten J. Arthur Rank 1946.
Young ägde redan PRC Pictures, en studio på Hollywoods så kallade "Poverty Row", de bolag som främst skapade B-filmer. Young gjorde en överenskommelse med J. Arthur Rank vilket ledde till skapandet av distributionsföretaget Eagle-Lion Films och studion Eagle-Lion Studios. Överenskommelsen mellan gick ut på att Eagle-Lion skulle distribuera Ranks filmer i USA och andra delar av det västra halvklotet, medan Rank skulle distribuera Eagle-Lions filmer i Storbritannien och andra delar av det östra halvklotet. Rank skulle per år producera 5 filmer för distribution via Eagle-Lion och Eagle-Lion skulle på motsvarande sätt producera 5 filmer per år för distribution av Rank. För att klara av detta bildade Young Eagle-Lion Studios för att producera filmerna och Eagle-Lion Films för att distribuera dom.
Företaget hade främst två problem att ta sig in på marknaden; först och främst hade de svårigheter att få de skådespelare som behövdes. De flesta skådespelare var låsta vid kontrakt till de större filmföretagen och dessa hade även oftast reglar att bara låna ut stjärnor till varandra. Man hade också svårt att få tillgång de större biograferna som behövdes för att förevisa högbudget-filmer. Efter problem att hålla både PRC och Eagle-Lion igång samtidigt så lade man ner PRC och dess resurser gick in i Eagle-Lion. Företaget producerade en rad med film noir-filmer, de främsta av regissören Anthony Mann och fortsatte producera filmer av olika grad fram till 1951 då det inte längre fungerade ekonomiskt. Deras filmer och distribution togs över av Universal Artists och Eagle-Lions resurser auktionerades ut.